# Хаді Хашаба
Хаді Хашаба (араб. هادي خشبة, нар. 19 грудня 1972) — єгипетський футболіст, що грав на позиції півзахисника за клуб «Аль-Аглі», а також національну збірну Єгипту.

## Клубна кар'єра
У дорослому футболі дебютував 1991 року виступами за команду «Аль-Аглі», кольори якої і захищав протягом усієї своєї кар'єри гравця, що тривала шістнадцять років. 
Протягом цих років команда була серед лідерів не лише єгипетського, але й континентального футболу: дев'ять разів вигравала чемпіонат Єгипту, шість разів — Кубок країни, а також тричі виходила переможцем Ліги чемпіонів КАФ.

## Виступи за збірні
1991 року залучався до складу молодіжної збірної Єгипту.
1992 року дебютував в офіційних матчах у складі національної збірної Єгипту.
У складі збірної був учасником чотирьох Кубків африканських націй — 1996 року в ПАР, 1998 року в Буркіна Фасо, 2000 року в Малі, а також 2004 року в Тунісі. На континентальній першості 1998 року став у складі збірної чемпіоном Африки і наступного року представляв континент на Кубку конфедерацій 1999 в Мексиці.
Загалом протягом кар'єри в національній команді, яка тривала 13 років, провів у її формі 84 матчі, забивши 11 голів.

## Титули і досягнення
- Чемпіон Єгипту (9):

«Аль-Аглі»: 1993-1994, 1994-1995, 1995-1996, 1996-1997, 1997-1998, 1998-1999, 1999-2000, 2004-2005, 2005-2006
- Володар Кубка Єгипту (6):

«Аль-Аглі»: 1991-1992, 1992-1993, 1995-1996, 2000-2001, 2002-2003, 2005-2006
- Володар Суперкубка Єгипту (2):

«Аль-Аглі»: 2003, 2005
- Переможець Ліги чемпіонів КАФ (3):

«Аль-Аглі»: 2001, 2005, 2006
- Володар Суперкубка КАФ (1):

«Аль-Аглі»: 2002